# Herman Ponsteen

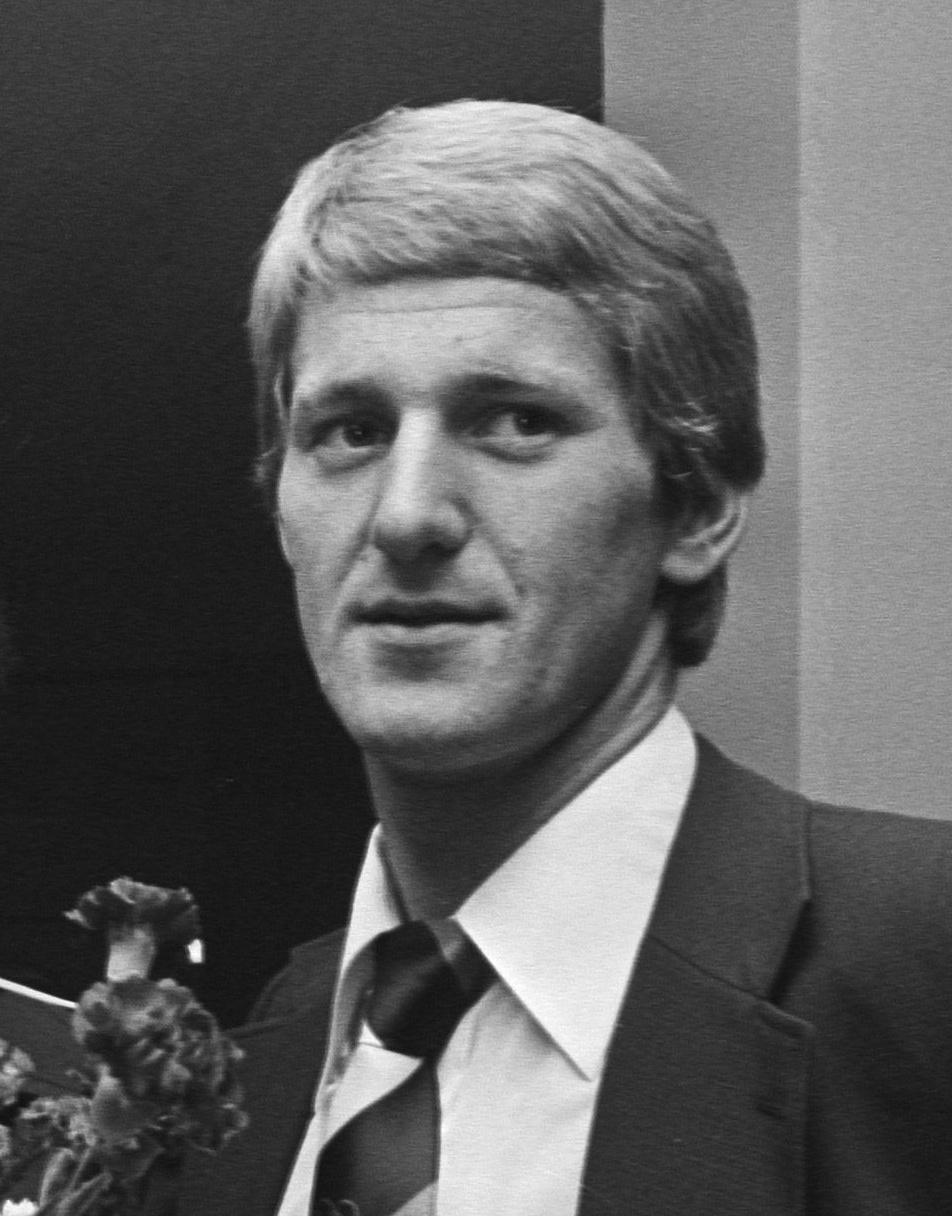
Herman Ponsteen, 1976

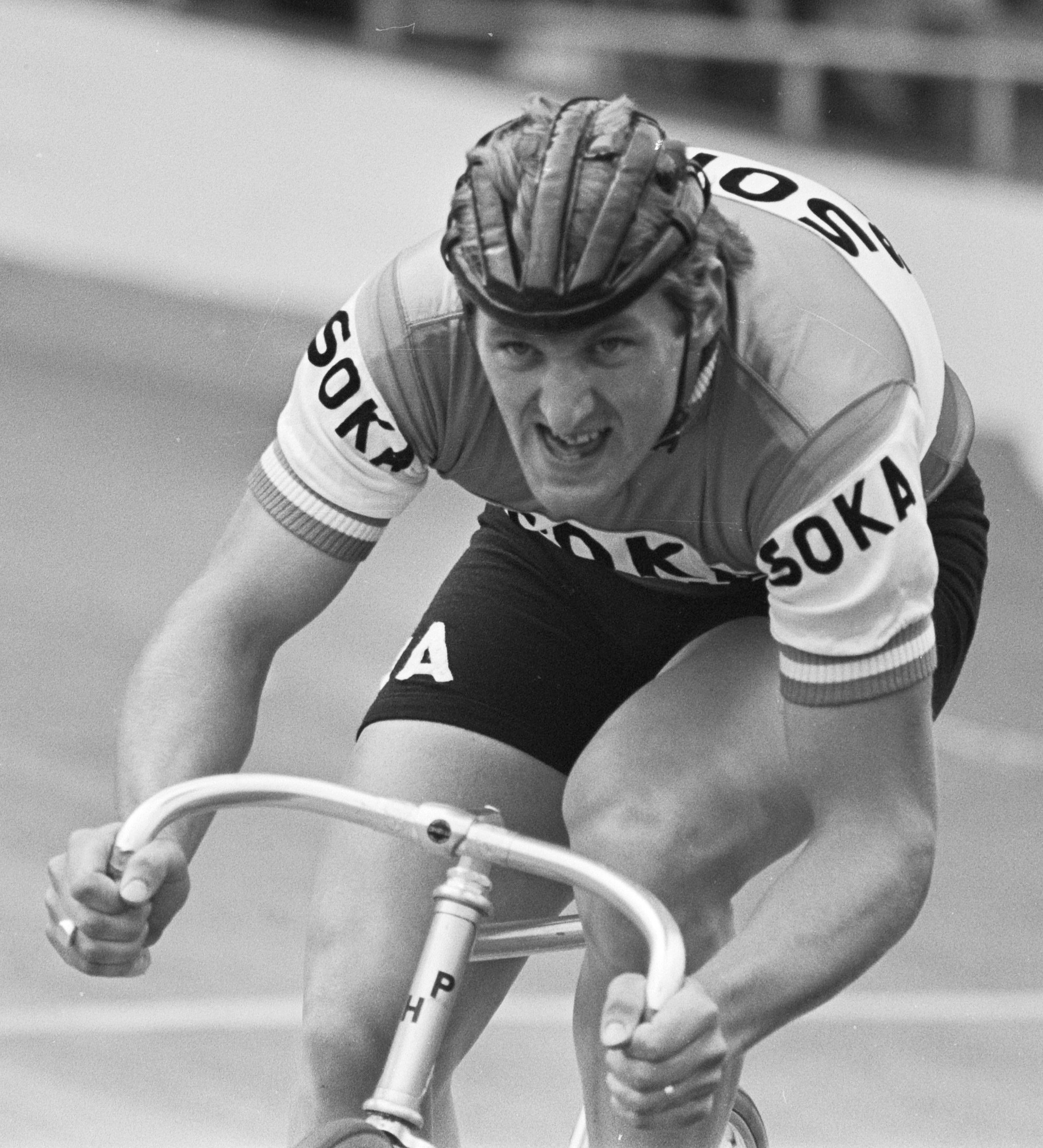
Herman Ponsteen, 1977

Herman Ponsteen (* 27. März 1953 in Hellendoorn) ist ein ehemaliger niederländischer Radrennfahrer.
Herman Ponsteen war einer der besten und vielseitigsten niederländischen Bahnradsportler in den 1970er Jahren. 13-mal wurde er niederländischer Meister in den Disziplinen Einerverfolgung, Zeitfahren, Tandemrennen, Punktefahren und Scratch.  Bei den UCI-Bahn-Weltmeisterschaften 1973 in San Sebastián startete Ponsteen in drei Disziplinen und errang zweimal Bronze, im Zeitfahren und in der Mannschaftsverfolgung sowie Silber in der Verfolgung der Amateure. 1976 startete er bei den Olympischen Sommerspielen in Montreal in der Verfolgung und errang die Silbermedaille hinter dem Deutschen Gregor Braun.
1978 wurde Herman Ponsteen Profi. 1979 wurde er in Amsterdam Dritter bei den Bahn-Weltmeisterschaften sowie bei der Bahn-WM im Jahr darauf in Besançon Zweiter, jeweils in der Verfolgung. Er startete auch bei 18 Sechstagerennen, seine beste Platzierung war der dritte Rang in Montreal 1980, mit Gustaaf Van Roosbroeck. Als Straßenfahrer war Ponsteen weniger erfolgreich, ihm gelang in seiner gesamten Karriere nur ein Sieg bei einem Straßenrennen.